# Bangunsari (Pagerruyung)
Bangunsari is een bestuurslaag in het regentschap Kendal van de provincie Midden-Java, Indonesië. Bangunsari telt 4502 inwoners (volkstelling 2010).